# Neotropius mitchelli
Neotropius mitchelli är en fiskart som först beskrevs av Günther, 1864.  Neotropius mitchelli ingår i släktet Neotropius och familjen Schilbeidae. IUCN kategoriserar arten globalt som starkt hotad. Inga underarter finns listade i Catalogue of Life.